# Наполеон Медіна
Наполеон Медіна (ісп. Napoleón Medina; нар. 26 листопада 1919 — пом. 24 лютого 2005) — еквадорський футболіст, який грав на позиції воротаря. Відомий за виступами насамперед у складізбірної Еквадору на трьох чемпіонатах Південної Америки.

## Футбольна кар'єра
Наполеон Медіна розпочав виступи на футбольних полях у 1937 році в складі команди «Італія» з Гуаякіля. У 1945 році він перейшов до складу гуаякільського клубу «Патрія», в якому грав до 1947 року.
У 1942 році Наполеон Медіна дебютував також у складі збірної Еквадору. У цьому ж році у складі збірної брав участь у чемпіонаті Південної Америки 1942 року. Надалі Медіна брав участь у чемпіонаті Південної Америки 1945 року та чемпіонаті Південної Америки 1947 року. загалом на континентальних першостах футболіст провів 14 матчів.